# فهرست پارادوکس‌ها
این صفحه شاملِ فهرستی از پارادوکس‌ها است که بر اساسِ موضوع، مرتب شده‌اند. این تقسیم‌بندی تقریبی است، چرا که برخی از پارادوکس‌ها، ممکن است در بیشتر از یک گروه جای بگیرند. به دلیلِ تفاوت‌هایی که در معنیِ پارادوکس وجود دارد، ممکن است برخی‌ها، تمامِ این‌ها را به عنوانِ پارادوکس نشناسند. برخی نیز هر چند به عنوانِ تناقض فهرست شده‌اند، اما در اصل در فرض‌هایشان ایرادهایی وجود دارد یا با استدلالی نادرست، به چنین نتیجهٔ متناقضی رسیده‌اند.

## منطق
- پارادوکس کلاغ‌ها: (به انگلیسی: Raven paradox) کارل همپل، فیلسوفِ تحلیلیِ معروف، نشان می‌دهد که استقرا، می‌تواند در یک استدلالِ منطقی، به نتیجه‌هایی کاملاً غیرشهودی ختم شود، مثلاً اینکه دیدنِ یک سیبِ سبز، احتمال سیاه بودنِ تمامِ کلاغ‌هایِ دنیا را افزایش می‌دهد.[۱]
- پارادوکس اسب‌ها: (به انگلیسی: All horses are the same color) یک استدلالِ منطقیِ غلط، که تلاش می‌کند نشان دهد تمامِ اسب‌ها یک رنگ هستند. این استدلال را جورج پولیا پیشنهاد داده‌است، تا یک اشتباهِ رایجِ منطقی را نشان دهد.
- پارادوکس اعدام غیرمنتظره: (به انگلیسی: Unexpected hanging paradox) قاضی به فردی که قرار است اعدام شود می‌گوید: «تو در یکی از روزهایِ هفتهٔ آینده اعدام خواهی شد، بدونِ اینکه به تو بگوییم که چه روزی و بدونِ اینکه تو، تا صبحِ همان روز، از اعدام شدن خبر-دار شوی.» وکیلِ زندانی به او می‌گوید که اگر قاضی تا روزِ جمعه او را اعدام نکند، پس او روزِ پنج‌شنبه -یک روز زودتر- می‌داند که فردا اعدام می‌شود، پس او نمی‌تواند جمعه اعدام شود. در عینِ حال او روزِ پنج‌شنبه نیز نمی‌تواند اعدام شود، چرا که اگر تا روزِ چهارشنبه اعدام نشود، با توجه به اینکه روزِ اعدام‌اش جمعه نیست، پس مشخص است که پنج‌شنبه قرار است اعدام شود و در این صورت، او باز هم یک روز زودتر، از آن خبر دارد. به همین‌ترتیب، وکیل به او نشان می‌دهد که او هیچ‌کدام از روزهایِ هفته اعدام نخواهد شد. اما در روزی وسطِ هفته، ناگهان قاضی سر می‌رسد و زندانی را که کاملاً غافل‌گیر شده، اعدام می‌کند.[۲]
- پارادوکس مشروب خور: (به انگلیسی: Drinker paradox) ریموند اسمولیان نشان می‌دهد بنا به منطقِ کلاسیک، این گزاره همواره درست است که "در هر میکده فردی وجود دارد که اگر او در حالِ خوردنِ مشروب باشد تمامِ افرادِ درونِ میکده نیز در حالِ خوردن مشروب هستند."
- پارادوکس بخت آزمایی: (به انگلیسی: Lottery paradox) به صورتِ فلسفی می‌توان توجیه کرد که جملهٔ مقابل جمله‌ای صحیح است: "هیچ تک بلیطِ بخت‌آزمایی، بلیطِ برنده نیست." حال آن‌که در حقیقت، همیشه یک برندهٔ نهاییِ بخت‌آزمایی وجود دارد.
- پارادوکس استلزام مادی: (به انگلیسی: Paradoxes of material implication) از دو مقدمهٔ متناقضِ "باران می‌بارد." و "باران نمی‌بارد." می‌توان هر نتیجهٔ دلخواهی را ثابت کرد، مثلاً اینکه: "بیل کلینتون از کوکویِ سیب‌زمینی ساخته شده‌است." این نتیجه‌گیری هر چند به نظر عجیب و بی‌معنا می‌آید، اما به راحتی می‌توان به کمکِ قانون‌هایِ منطق کلاسیک، صحتِ آن را ثابت کرد. دلیلِ آن نیز این است که هر دو مقدمه، نمی‌توانند در کنارِ هم درست باشند.
- پارادوکس پدربزرگ (به انگلیسی:Grandfather Paradox): به این معنا که اگر شخصی به گذشته سفر کند و پدربزرگ خود را به قتل برساند، در نتیجه پدر یا مادر او هرگز متولد نخواهند شد، پس او هم هرگز متولد نخواهد شد.
- حلقه علّی: حلقه علّی یک پارادوکس در بحث مسافرت‌های زمانی است که طی آن یک رویداد در آینده موجب علت رویدادی در گذشته می‌شود، که در ادامه خود دلیل رویداد آینده است. هر دو رویداد در فضا-زمان وجود دارند، اما منشأ آنها قابل تعیین نیست. یک حلقه علّی ممکن است شامل یک رویداد، یک شخص، یک شی یا اطلاعات باشد.

### ارجاع به خود
- پارادوکس دروغگو: (به انگلیسی: Liar paradox) گزارهٔ روبه‌رو را در نظر بگیرید: "این گزاره غلط است." آیا گزارهٔ قبل، صحیح است یا غلط؟ چه آن را صحیح بدانیم و چه غلط، به تناقض می‌رسیم: اگر صحیح باشد که آن گزاره غلط است، آن‌گاه آن گزاره غلط است، ولی اگر غلط باشد خود به این معنا است که غلط بودن‌اش غلط است و به عبارتی صحیح است، پس در هر صورت به تناقض می‌رسیم.
- به زبان ساده تر وقتی من بگویم : "من همیشه دروغ گو هستم" اگر اینطور باشد این حرف من هم یک دروغ است و من راستگو ام؛ ولی اگر من راستگو هستم این جمله ام یک دروغ است پس من یک دروغ گو هستم که این جمله ام حقیقت است. انفجار ترتر.

### ابهام
- پارادوکس سوریتس: (به انگلیسی: Sorites paradox) اگر یک دانهٔ شن داشته باشیم، به آن نمی‌گوییم "کوهِ شن". اگر به آن یک دانه شن، یک عدد شنِ دیگر هم اضافه کنیم، باز هم تبدیل به یک "کوهِ شن" نمی‌شود. به همین ترتیب، اگر باز هم ادامه دهیم به نظر می‌رسد که هیچ وقت نباید یک "تودهٔ شن" داشته باشیم، اما حقیقت این‌گونه نیست.

## ریاضی
- ۱ − ۲ + ۳ − ۴ + …: اگر یک سریِ بی‌نهایت عضوی از عددهایِ صحیح بسازیم که یکی در میان از هم کم و به هم زیاد می‌شوند، مجموعِ تمامِ این بی‌نهایت عددِ صحیح، برابر می‌شود با عددِ ۱/۴ که عددی غیرصحیح است! این جواب را لئونارد اویلر، ریاضیدانِ بسیار برجستهٔ سوئیسی اثبات کرده‌است.
- ۰٫۹۹۹…: عدد ۰٫۹۹۹… با اعشارِ گردشیِ ۹، برابر است با ۱!
- پارادوکس کیورتی (به انگلیسی: Qwerty's paradox) 1+1-1+1-1+1-1+1-1+1-1+1-1+... =۱/۲

### آمار
- پدیده ویل راجرز: (به انگلیسی: Will Rogers phenomenon) گاهی وقت‌ها، با انتقال دادنِ تعدادی از اعضایِ یک مجموعه به مجموعه‌ای دیگر، مقدارِ میانگینِ هر دو مجموعه افزایش می‌یابد، به این رویداد پدیدهٔ ویل راجرز می‌گویند.[۳] این پدیده، از جمله‌ای منسوب به ویل راجرز، کمدینِ معروفِ آمریکایی، برگرفته شده‌است که در آن گفته‌است: «وقتی که اُکلاهمایی‌ها، اُکلاهما را به مقصدِ کالیفرنیا ترک می‌کنند، آن‌ها میانگینِ بهره‌یِ هوشیِ هر دو ایالت را بالا می‌برند!»[۴]
- پارادوکس سیمپسون (به انگلیسی: Simpson's paradox) اگر به جایِ اینکه یک گروه را نگاه کنید، زیرگروه‌هایِ آن را نگاه کنیم، رابطهٔ بینِ دو متغیر، می‌تواند کاملاً برعکس شود؛ مثلاً فرض کنید که می‌خواهیم تأثیرِ یک دارویِ آزمایشی برایِ درمانِ یک بیماریِ خاص را بررسی کنیم. ممکن است درصدِ کسانی که با مصرفِ این دارو، درمان شده‌اند بالاتر از درصدِ کسانی باشد که بدونِ مصرفِ دارویی درمان شده‌اند. اما اگر مردها و زن‌هایِ موردِ آزمایش را جداگانه بررسی کنیم، ببینیم که هم مردها و هم زن‌هایی که با مصرفِ دارو بهبود داشته‌اند، هر کدام به صورتِ جدا، درصدِ کمتری داشته‌اند تا آن‌هایی که دارو را مصرف نکرده‌اند.[۵]

### احتمال
- پارادوکس جنسیت: (به انگلیسی: Boy or Girl paradox) یک خانواده دارایِ دو فرزند است و فرزندِ بزرگتر پسر است. احتمالِ اینکه فرزندِ کوچک‌تر دختر باشد، چه‌قدر است؟ پاسخ ۱/۲ است. حالا این سؤال را در نظر بگیرید: "یک خانواده دارای دو فرزند است و حداقل یکی از آن‌ها پسر است. احتمال اینکه این خانواده دارای فرزند دختر باشد چه قدر است؟" پاسخِ این سؤال برخلافِ انتظار، با پاسخِ سؤالِ اول یکی نیست. این مسئله، در اصل یک پارادوکس نیست، اما نتیجهٔ حاصل برایِ کسانی که با علمِ احتمال آشنایی ندارند، عجیب به نظر می‌رسد.
- پارادوکس مثبت کاذب (به انگلیسی: False positive paradox) گاهی ممکن است در یک آزمایش، کسانی که به اشتباه نتیجهٔ آزمایشِ آن‌ها مثبت ارزیابی می‌شود بیشتر باشد از تعدادِ کسانی که واقعاً نتیجهٔ آزمایش‌شان مثبت بوده‌است. چنین نتیجه‌ای می‌تواند حتی برایِ آزمایش‌کننده‌ها هم بسیار شوکه‌کننده باشد.
- پارادوکس دو پاکت

### بی‌نهایت‌ها و بی‌نهایت کوچک‌ها

به مربع خالی توجه کنید.

- پارادوکس راسل: (به انگلیسی: Russell's paradox) پارادوکسِ راسل که احتمالاً یکی از معروف‌ترین پارادوکس‌هایِ منطقی یا ریاضی است را نخستین بار برتراند راسل آن را مطرح کرد و نظریهٔ طبیعی مجموعه‌هایِ فرگه را با چالشی اساسی مواجه کرد. «مجموعه‌هایی که خودشان، عضوی از خودشان نیستند» را در نظر بگیرید و با {\displaystyle A_{1}} تا {\displaystyle A_{n}} نشان دهید. اگر مجموعهٔ {\displaystyle U}، مجموعهٔ تمامِ این مجموعه‌هایِ {\displaystyle A_{1}} تا {\displaystyle A_{n}} باشد، آن‌گاه آیا {\displaystyle U}، خودش عضوی از خودش هست یا نه؟ هر پاسخی که به این سؤال بدهیم به تناقض می‌رسیم.[۶]

### هندسه و توپولوژی

پارادوکس باناخ-تارسکی

- پارادوکس باناخ-تارسکی:هر کره ای را می‌توان به چند زیر مجموعهٔ مجزا افراز کرد و بعد با حرکت‌های انتقال و دوران این تکه‌ها را دوباره کنار هم گذاشت، به‌طوری که در انتها دو کره با شعاع برابر با کرهٔ اول داشته باشیم.
- معمای مربع گم‌شده: (به انگلیسی: Missing square puzzle) این معما که گاه به صورتِ بازی-و-ریاضی، در کلاس‌هایِ هندسه به کار گرفته می‌شود، دو مثلث را نشان می‌دهد که به نظر می‌رسد باید هم‌نهشت باشند و در نتیجه مساحتِ یکسانی داشته باشند اما یکی از آن‌ها، یک مربعِ کوچک از دیگری کمتر دارد. مارتین گاردنر، در کتابِ "ریاضی، جادو و معما"، این معما و بسیاری از معماهایِ تصویریِ مشابه را موردِ بررسی قرار داده و به آن‌ها پاسخ داده‌است.[۷]
- پارادوکس خط ساحلی: (به انگلیسی: Coastline paradox) مشاهدات متناقضی است که نشان می‌دهد خط ساحلی یک توده خاکی، طول مشخصی ندارد و افزایش مقیاس و دقت در اندازه‌گیری طول آن نه تنها باعث نزدیک شدن عدد حاصل به طول واقعی توده خاکی نمی‌شود، بلکه مقدار آن را مرتباً افزایش می‌دهد.

## نظریه تصمیم
- پارادوکس ابیلین: (به انگلیسی: Abilene paradox) گاهی ممکن است که مجموعه‌ای از مردم به شکل گروهی، تصمیم به انجام کارِ «الف» بگیرند؛ در حالی‌که هر کدام از آن‌ها به تنهایی، با انجام کارِ «الف» مخالف بوده‌اند. مثالی از این پارادوکس را نخستین بار، جرج هاروی معرفی کرده‌است.[۸]
- پارادوکس اختیار: اگر از جهانی که در آن هستیم یک کپی یکسان بگیریم، دقیقاً در هر دو اتفاقات یکسانی می‌افتد، و فرقی ندارد که چه انتخاب یا تصمیمی بگیریم. چون در جهان کپی شده همان تصمیماتی را که در این جهان گرفته‌ایم، می‌گیریم. و این مسئله داشتن اختیار را نقض می‌کند.
- خر بوریدان: (به انگلیسی: Buridan's ass) خری در میانهٔ راهی ایستاده‌است که در ۵۰ متری سمتِ چپِ او، مقداری غذا وجود دارد و در سمتِ راستِ او نیز دقیقاً در همان فاصلهٔ ۵۰ متریِ، دقیقاً همان‌مقدار غذا هست. آیا خر از گرسنگی خواهد مرد؟ اگر نه چه‌طور تصمیم خواهد گرفت که به کدام سمت برود؟ این پارادوکس در انسان‌ها نیز صادق است. اگر انجامِ دو کارِ مختلف، سودبخشیِ کاملاً یکسان داشته باشد، آیا می‌توان تصمیمی عقلانی برایِ انتخابِ یکی از آن‌ها داشت؟
- نظریه عدم امکان ارو: (به انگلیسی: Arrow's paradox) کنه ارو، اقتصاددانِ بسیار برجستهٔ آمریکایی، به شکلی ریاضی ثابت می‌کند که هیچ روشِ کامل و ایده‌آلی وجود ندارد که به وسیلهٔ آن، بتوان از طریقِ ترجیح‌هایِ تک‌تکِ فردهایِ جامعه، یک تصمیمِ جمعیِ مناسب گرفت.[۹]
- پارادوکس نیوکامب: (به انگلیسی: Newcomb's paradox) در یک بازی، کامپیوتری حضور دارد که رفتارِ بازیکن را از قبل پیش‌بینی می‌کند و میزانِ جایزه، برمبنایِ پیش‌بینیِ او، تغییر می‌کند. در این صورت، بهترین استراتژیِ ممکن برای رفتار کردن چیست؟

## فیزیک
اصل تمام‌نگاری: (به انگلیسی: Holographic principle) اصلِ تمام‌نگاری، یک نظریه در گرانش کوانتومی و نظریه ریسمان است که می‌گوید جهان فیزیکی یک هولوگرام است که اطلاعات آن در افق گرانشی کیهان توصیف شده‌است. به عبارتی دیگر، برایِ شناختِ هر فضا، کافی است به مرزهایِ آن مراجعه کنیم، تمامِ اطلاعاتِ فضا در رویِ مرزهایِ آن مشخص شده‌است. به این ترتیب میزانِ اطلاعاتی که در یک حجمِ معین از فضا می‌توان ذخیره کرد، با حجم آن فضا هیچ نسبتی ندارد، بلکه تنها با اندازهٔ مساحتِ دیواره‌هایِ آن فضا نسبت دارد!

### اخترفیزیک
- حد جی‌زدکا (به انگلیسی: GZK paradox) گرایزن-زاتسپین-کازمین برمبنایِ نسبیت خاص به این نتیجه رسیدند که برایِ انرژیِ پرتوهای کیهانی حدِ بالایی وجود دارد، اما در مشاهده‌ها، گاهی این حد شکسته شده و پرتوهایی با چند برابرِ آن انرژی به زمین رسیده‌اند.

### مکانیک کلاسیک
- پارادوکس ارشمیدس: (به انگلیسی: Archimedes paradox) ارشمیدس کشف کرد که یک شیء می‌تواند بر رویِ مقداری از آب شناور شود در حالی که حجمِ آن به مراتب بیشتر از حجمِ آب است، تنها شرطِ لازم این است که چگالیِ آن شیء، کمتر از چگالیِ آب باشد. به این ترتیب می‌توان از این اصل به این نتیجهٔ عجیب رسید که یک کشتیِ جنگیِ بزرگ می‌تواند در یک تشتِ آب شناور شود!
- پارادوکس کماندار: (به انگلیسی: Archer's paradox) برایِ آن‌که یک کماندار به مرکزِ هدف بزند، باید مقدارِ بسیار کمی کمان‌اش را به یک سمت انحراف دهد، به جایِ آنکه دقیقاً مرکزِ هدف را نشانه بگیرد.

### کیهان‌شناسی
- پارادوکس اولبرس: (به انگلیسی: Olbers' paradox) در جهانی ایستا و بی‌نهایت بزرگ، باید بی‌نهایت ستاره وجود داشته باشد، پس به هر نقطه از آسمان که بنگریم باید حداقل یک ستاره آنجا وجود داشته باشد که نور از آن به ما برسد و در نتیجه آسمانِ شب باید همانندِ آسمانِ روز روشن باشد. پس چرا شب‌ها تاریک است؟
- پارادوکس فرمی: (به انگلیسی: Fermi paradox) انریکو فرمی، فیزیکدانِ سرشناسِ ایتالیایی ـ آمریکایی، در دههٔ ۵۰ میلادی، این سؤال را مطرح کرد که اگر آن‌گونه که مطرح می‌شود، احتمالِ وجودِ موجودهایِ زندهٔ فضایی بسیار زیاد است، پس چرا هیچ نشانه‌ای از آن‌ها یا هیچ تلاشی از سویِ آن‌ها برایِ ارتباط برقرار کردن دیده نمی‌شود؟
- پارادوکس بنتلی: (به انگلیسی: Bentley's paradox) در جهانیِ نیوتونی، تمامِ ستاره‌ها همدیگر را جذب می‌کنند و در نتیجه جهان نباید پایدار باشد، بلکه تمامِ آن‌ها باید در هم فروپاشند.

### الکترومغناطیس
پارادوکس فارادی (به انگلیسی: Faraday paradox)

### مکانیک کوانتومی
- آزمایش فکری اینشتین-پودولسکی-روزن (به انگلیسی: Einstein-Podolsky-Rosen paradox)
- گربه شرودینگر (به انگلیسی: Schrödinger's cat paradox)

### نسبیت
- پاردوکس دوقلو: (به انگلیسی: Twin paradox) پارادوکسی که با نسبیت خاص رابطه‌یِ نزدیکی دارد و به بررسیِ گذشتِ زمان برای دوقلوها می‌پردازد.
- پارادوکس نردبان: این پارادوکس مربوط به بررسی طول، از دیدگاه دو ناظر متفاوت است.
- تکینگی گرانشی: (به انگلیسی: Gravitational singularity)

### ترمودینامیک
- اثر امپمبا: (به انگلیسی: Mpemba paradox)یک ظرفِ آبِ گرم داریم و یک ظرفِ آبِ سرد. کدام‌یک زودتر یخ می‌زنند؟ به قطعیت مشاهده شده‌است که گاهی وقت‌ها، ظرفِ آبِ گرم زودتر از ظرفِ دیگر یخ می‌زند، هر چند که هنوز هم پاسخِ علمیِ کاملی برایِ این پدیده یافت نشده‌است.

## زیست‌شناسی
- پارادوکس پیتو: (به انگلیسی: Peto's paradox) عاملِ ایجادِ سرطان، جهش‌هایِ ژنتیکی‌ای هستند که به موجبِ آن‌ها چنگارزایی اتفاق می‌افتد یا به عبارتی سلول‌هایِ بیمار و سرطانی، از سلول‌هایِ سالم به وجود می‌آیند. به نظر منطقی می‌رسد که با افزایشِ تعدادِ سلول‌ها، احتمالِ جهش‌هایِ ژنتیکی و در نتیجه چنگارزایی بالاتری برود، اما سر ریچارد پیتو مشاهده کرد که پستاندارانِ عظیم‌الجثه‌ای همچون والها به مراتب کمتر از انسان‌ها دچارِ سرطان می‌شوند.
- پارادوکس غنی‌شدن: (به انگلیسی: Paradox of enrichment) اگر در یک اکوسیستم، مقدار غذایی که در دسترسِ شکار قرار دارد، افزایش بیابد و جمعیتِ آن‌ها زیاد شود، می‌تواند باعثِ ناپایداریِ جمعیتِ شکارچی‌ها شود و حتی به انقراضِ آن‌ها بینجامد.

## شیمی
پارادوکس لوینتال: (به انگلیسی: Levinthal's paradox) چگونه ساختارِ تاخوردهٔ پروتئین با وجودِ بی‌شمار تزاحم، بینِ ساختارهایِ دیگر، مسیرِ خود را می‌یابد و در کمترین زمان تشکیل می‌شود؟

## زمان
- پارادوکس تقدیر: (به انگلیسی: Predestination paradox) مردی به گذشته بازمی‌گردد تا علتِ یک آتش‌سوزیِ معروفِ تاریخی را مشخص کند. زمانی که به ساختمانی می‌رسد که در آن آتش‌سوزی صورت گرفته، اشتباهی دستش به چراغِ نفت‌سوزی می‌خورد و خانه را به آتش می‌کشد، این همان آتشی است که او به خاطرِ کشف کردن دلیل‌اش به گذشته بازگشته بود.
- پارادوکس پدربزرگ: (به انگلیسی: Grandfather paradox) فرض کنید که شما به گذشته بازگشته‌اید و در آن‌جا پدربزرگِ خود را به قتل رسانده‌اید. اما پدربزرگِ شما زمانی که شما او را می‌کشید، هنوز صاحبِ فرزندی -که قرار است پدر شما باشد. - نشده‌است. حال چه اتفاقی برایِ شما می‌افتد؟ آیا اصلاً به دنیا می‌آیید که بعداً بخواهید به گذشته بازگردید و پدربزرگ‌تانِ را به قتل برسانید؟

## فلسفه
- مسئله شر (یا پارادوکس اپیکورس): (به انگلیسی: Problem of evil) آیا وجودِ شر در جهان با وجودِ خدا در تضاد نیست؟ خدایی که هم قادرِ مطلق، هم خیرخواهِ مطلق و هم عالم است، چرا شر را از بین نمی‌برد؟
- پارادوکس قدرت مطلق: (به انگلیسی: Omnipotence paradox) آیا یک قادرِ مطلق، می‌تواند سنگی بیافریند که خودش نتواند بلند کند؟
- برهان اراده آزاد: (به انگلیسی: Argument from free will) فرض کنیم که خدا از قبل می‌داند که ما قرار است چه کاری را انجام دهیم. در این صورت، آیا انجام دادنِ آن کار، واقعاً از سرِ اختیار و ارادهٔ خودمان بوده‌است؟ یا انجامِ آن کار تنها جزئی از سرنوشت بوده؟ به نظر می‌رسد که عالمِ مطلق بودنِ خدا، با اختیار و ارادهٔ آزادِ ما در تضاد است.

## اقتصاد
کالای گیفن (به انگلیسی: Giffen paradox) در اقتصاد و تئوری مصرف‌کننده، کالای گیفن کالایی است که اگر قیمت آن افزایش یابد مردم از آن بیشتر مصرف می‌کنند که قانون تقاضا را نقض می‌کند.

## سیاست
پارادوکس ثبات-بی‌ثباتی (به انگلیسی: Stability–instability paradox) زمانی که دو کشور، هر دو دارایِ سلاحِ هسته‌ای باشند، احتمالِ یک جنگِ مستقیم بینِ آن‌ها به مراتب کم می‌شود، درحالی‌که احتمالِ برخوردهایِ جزئی یا غیرمستقیمِ آن‌ها به مراتب افزایش می‌یابد؛ بنابراین، سلاح‌هایِ هسته‌ای برایِ هر کشور هم می‌توانند ثبات را رقم بزنند و هم بی‌ثباتی.

## دیگر موضوع‌ها
- '''پارادوکس پاراندو''': پارادوکس پاراندو (به انگلیسی: Parrondo's paradox) یک پارادوکس در نظریه بازی هاست که به این صورت تعریف می‌شود:

«بازی‌هایی وجود دارند که احتمال باخت در هریک از آن‌ها به تنهایی بیشتر از احتمال برد باشد؛ اما می‌توان یک استراتژی برای انجام دادن آن دو به صورت تناوبی پیدا کرد که احتمال برد در نهایت بیشتر از احتمال باخت باشد.»
- پارادوکس ناظر: نتیجهٔ یک اتفاق یا آزمایش تحت تأثیر حضور ناظر است.
- پارادوکس توبر: پارادوکسی در جمعیت‌شناسی است که در آن کاهش میزان مرگ و میر ناشی از یک دلیل خاص، به طرز عجیبی تأثیر خیلی کمی در افزایش طول عمر متوسط دارد و هیچ اثری بر تعداد مرگ و میر کل نمی‌گذارد.
- پارادوکس متابیسیس: تعاریف متناقض از بهترین نوع تراژدی، در فن شعر ارسطو
- پارادوکس صفحه‌ی عمداً خالی: بسیاری از نوشته‌ها شامل صفحه‌ای هستند که روی آن نوشته شده‌است: «این صفحه عمداً خالی مانده‌است»؛ که این خود باعث می‌شود صفحه دیگر خالی نباشد.